# Слуги лорда-камергера
Слуги лорда-камергера (англ. Lord Chamberlain’s Men) — одна из наиболее известных театральных трупп времён английского ренессанса, в которой состоял Уильям Шекспир и известные актёры времени, выступавшая с 1594 по 1603 годы. Труппа была сформированная во время правления Елизаветы I в 1594 году под патронажем Генри Кэри, 1-го лорда Хандсона, занимавшего данный пост с 1585 по 1596 годы. В 1596 году после смерти Генри Кэри пост перешел к его сыну Джорджу Кэри, 2-му лорду Хансдону. Изначально труппа носила звание «Слуг лорда Хансдона», до назначения Генри Кэри на высокий придворный пост лорда-камергера. Это же название труппа носила в период с 1596 по 1597 годы. В 1597 году 2-й лорд Хансдон также как и его отец был назначен на пост лорда-камергера. К 1599 года труппа слуг лорда-камергера построили свой собственный театр «Глобус», и в течение следующих 10 лет они были одной из ведущих трупп Лондона, часто выступающей на придворной сцене. Главным и самым востребованным актёром труппы являлся Ричард Бёрбедж, сыгравший Гамлета, Ричарда III, Лира, Генриха V, Отелло, Ромео, Макбета, в то время как Шекспир, который являлся пайщиком и драматургом труппы до конца карьеры, играл второстепенные роли.
В 1603 году труппа получила королевский патент от короля Якова I, и вместе с патентом она также приобрела новое название «слуги короля». Девять членов труппы, включая Шекспира, были удостоены чести участия в коронационной процессии.
С момента получения королевского патента начинается новый этап в жизни труппы.

## Дома выступлений

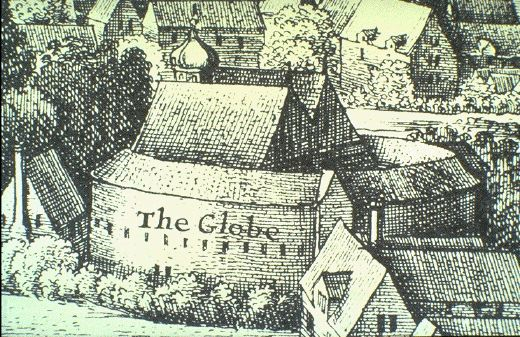
Театр Глобус, 1614 год

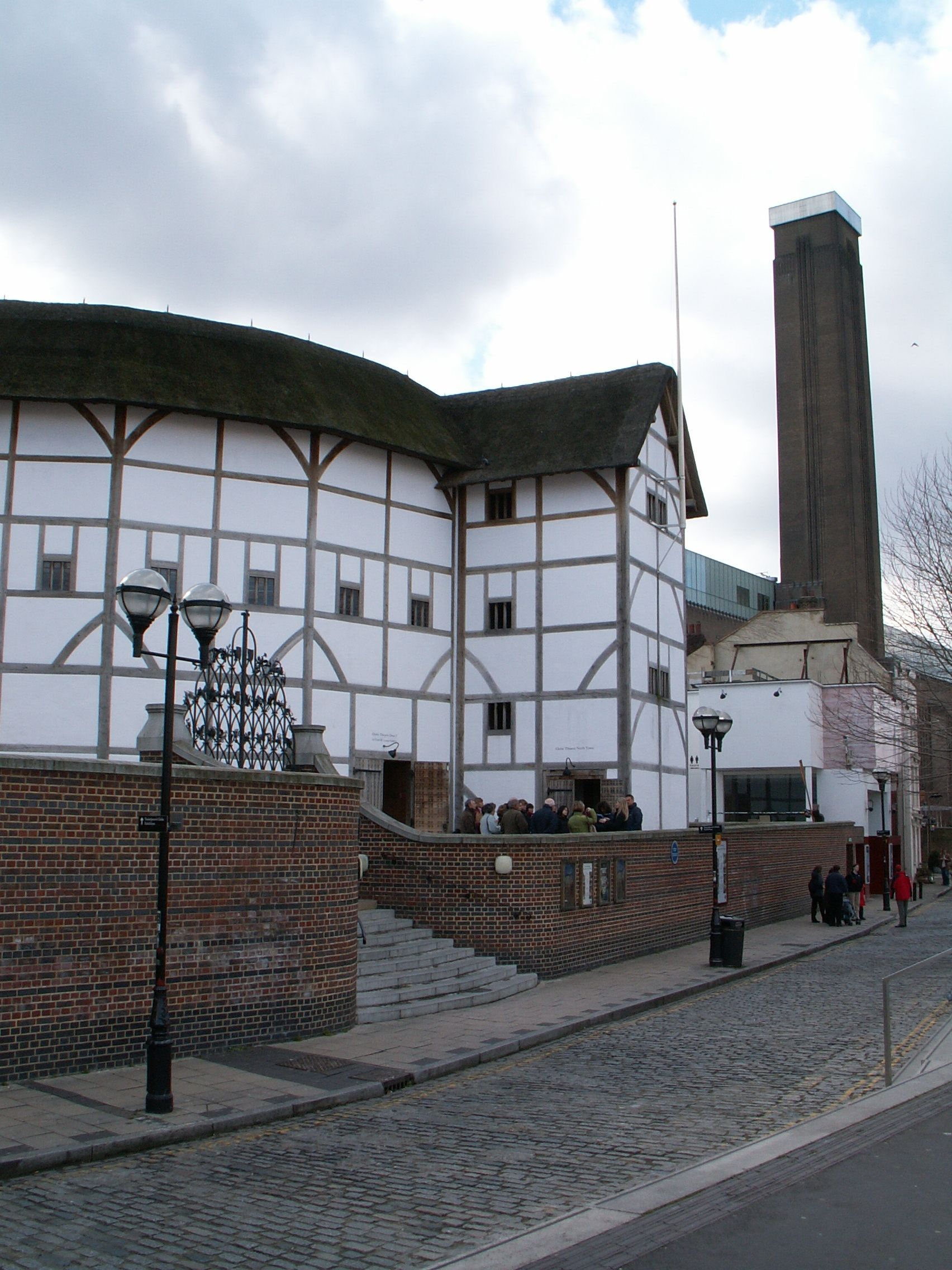
Современный театр «Глобус»

В начале своей деятельности труппа играла на сцене театра «Ньюингтон-Батс». Театр находился в отдалённости от Лондона, поэтому актёры стали добиваться, чтобы им разрешили играть в самом городе, пока они не найдут подходящее помещение. В этом им помог лорд-камергер, который договорился с лордом-мэром Лондона о том, чтобы актёрам разрешили временно выступать во дворе гостиницы Крос-Кийс.
В 1595 году труппа арендовала здание «Театр» в Шордитче, построенное отцом Ричарда Бёрбеджа, Джеймсом Бёрбеджем. После его закрытия в 1597 году труппа переехала в театр «Куртина», однако не надолго. Их переговоры касательно аренды с Джайлзом Алленом, владельцем театра, зашли в тупик. Труппа искала выход из создавшегося положения, и он был найден. Внимательно изучив существующий контракт, труппа обнаружила что хозяину принадлежала земля, но не сам театр, следовательно театр можно разобрать и перенести на новое место. В конце декабря 1598 года братья Бёрбеджи, Катберт и Ричард, вместе со своей матерью, двенадцатью рабочими, землемером и плотником Питером Стритом за четыре дня разобрали старые брёвна, артистические уборные, балки, галереи — всё сняли и переправили на другой берег реки, на пароме и по Лондонскому мосту.
Обнаружив исчезновение театра Джайлз Аллен подал в суд на семейство Бёрбедж в надежде получить компенсацию за причинённый ущерб в размере восьмисот фунтов. Судебный процесс шёл в течение двух лет, по истечении которых семейство Бёрбедж было оправдано, так как они действовали строго в рамках закона.
Новый театр со всеми его принадлежностями разместили на южном берегу реки и назвали «Глобус». Оба здания, театр «Куртина» и театр «Глобус» были деревянными с традиционной формой постройки: овальные очертания, отсутствие крыши. Можно заметить очевидное сходство с формой римского амфитеатра. Строительство театра завершилось в 1599 году.
Театр вмещал примерно 1200—3000 человек и зрителям предлагались разные условия:
переносные табуреты по бокам сцены для наиболее богатых и знатных;
с внутренней стороны сцены, в ложах размещалась аристократия;
галерея для состоятельных граждан;
в партере, на земляном полу стояли бедные театралы.
В конце 1608 году труппа приобрела театр в закрытом помещении бывшего монастыря «Блэкфрайерс» и начала использовать его как зимнюю площадку, а в «Глобусе» работать летом. Условия в театре такого типа были иными, чем в «Глобусе» и других подобных помещениях. «Блэкфрайерс» вмещал меньше публики, входная плата была выше, зрители в основном принадлежали к более обеспеченным и более образованным слоям населения. Хорошее помещение в сочетании с королевским покровительством позволило Шекспиру ввести в реквизит своих пьес более сложные устройства. Например, в «Цимбелине» Юпитер спускается с громом и молниями, сидя на орле: Он мечет молнии. Привидения падают на колени. В 1613 году состоялась постановка пьесы «Генрих VIII», и во время спектакля пушка дала осечку, подожгла крышу здания и весь театр сгорел. Уже через год театр был отстроен и продолжал свою работу вплоть до 1642 года. Современная реконструкция театра «Глобус», в настоящее время именуемого «Шекспировский Глобус», была завершена в 1997 году недалеко от места расположения оригинального театра.

## Состав труппы
«Слуги лорда-камергера» представляли собой товарищество на паях. Руководящая роль в труппе принадлежала актёрам, вносившим пай, который использовался для всех необходимых расходов: найма помещения для спектаклей, подготовки реквизита, оплаты пьесы и т. п. Доход, получаемый от спектаклей, актеры-пайщики делили между собой. В самом начале таких актёров было восемь.
Такое устройство труппы берёт своё начало от времени строительства театра «Глобус». Строительство театра шло не очень быстро, по этой причине братья Бёрбедж решили привлечь новых компаньонов, пайщиков, которые взамен на разделение расходов становились совладельцами нового театра. Одним из пайщиков являлся Уильям Шекспир, ему отныне принадлежала десятая доля театра. Его компаньонами были ведущие актёры труппы лорда-камергера: Уильям Кемп и Томас Поуп, Джон Хемингс и Огастин Филлипс. Впоследствии данное предприятие превратило их в довольно богатых людей.
Вторую группу составляли наёмные актёры, исполнявшие второстепенные роли. Эта часть труппы была довольно текучей, a если попадался умелый актёр, его приглашали вступить в число пайщиков.
Третья группа актёров состояла из актёров-мальчиков, исполнявших женские роли и проходивших специальную подготовку. Они изначально были на положении учеников, и наиболее способные со временем переходили в категорию взрослых пайщиков.
В труппу слуг лорда-камергера входили актеры Ричард Бёрбедж, Уильям Кемп, Джон Хемингс, Генри Конделл, Огастин Филлипс, Кристофер Бистон, Уильям Слай, Ричард Каули, Джордж Брайан, Джон Дюкс, с 1594 года — Уильям Шекспир.
Основной успех к труппе пришёл вместе с семейством Бёрбедж. Джеймс Бёрбедж являлся импресарио, он собрал труппу и направлял её деятельность вплоть до его смерти в 1597 году, его сыновья Ричард и Катберт также стояли в труппе. Катберт не являлся актёром, но Ричард Бёрбедж являлся главной звездой труппы. Братья Бёрбедж помогли труппе стать центральным звеном в становлении профессионального театра Лондона в эпоху ренессанса.
Вторым украшением труппы был комик Уильям Кемп. Он считался преемником Ричарда Тарлтона, комика из труппы «слуг её Величества королевы». Изначально являвшийся членом труппы «слуги лорда Стренджа», в 1594 году, после роспуска труппы, Кемп вместе с Ричардом Бёрбеджем и Шекспиром вошёл в состав «слуг лорда-камергера». Он играл Пьетро в «Ромео и Джульетте», Кизила в «Много шума из ничего» и Шута в «Короле Лире». В 1599 году он покинул труппу и продал свою долю, причина данного поступка до сих пор остаётся неизвестной. Его место занял Роберт Армин, более тонкий актёр в амплуа комика. Помимо актёрской деятельности он был также известен своей книгой «Дурак о дураке» 1600 года выхода. Армину, как правило, приписывают такие роли, как Кизила «Много шума из ничего», Оселка «Как вам это понравится», Фесте «Двенадцатая ночь» и Шут «Короля Лира».
Джордж Брайан и Томас Поуп, изначально так же как и Кемп игравшие в труппе «Слуги лорда Стренджа», вошли в состав труппы «Слуг лорда-камергера» в 1580-х годах и состояли в ней примерно до 1597 или 1598 годов и 1603 года. Огастин Филлипс также пришёл из труппы Стренджа. Он оставался с труппой «Слуг лорда-камергера» до его смерти в 1605 году.
Двое молодых актёров, Генри Кондел и Джон Хемингс, наиболее известны в настоящее время из-за их вклада в сбор и редактирование первого сборника пьес Шекспира в 1623 году. Оба были относительно молоды в 1594 году, и оба остались с компанией только до смерти короля Якова I.
С приходом Шекспира труппа приобрела своего постоянного драматурга. Интересный свежий репертуар обеспечил труппе быстрое завоевание популярности и любви публики. Последние три пьесы Шекспира были написаны в соавторстве с Джоном Флетчером, впоследствии сменившим Шекспира на посту главного драматурга труппы.
Лоренс Флетчер возглавлял шотландскую труппу актёров, которым оказывал покровительство Яков VI Шотландский, будущий Яков I. Когда Яков взошёл на английский престол, Флетчер последовал на юг за своим монархом и, храня ему верность, вошёл в новую труппу — «Слуги короля». Флетчер был наиболее известен как «Комик Его Величества». Впервые он упоминается в числе актёров «Глобуса» в патентной грамоте короля.
Некоторые историки предполагают, что компания сохранила свою первоначальную структуру из восьми пайщиков, и что, в случае ухода одного из пайщиков на пенсию или в случае смерти, его место всегда занимал кто-то другой. Так, Брайан был заменён на Уильяма Слая (1597); Кемп был заменён Робертом Армином (1599); Поупа сменил Конделл (1600). Но данное предположение не нашло достаточного количества доказательств.
Среди наёмных актёров, впоследствии перешедших в пайщики, были: Уильям Слай, являвшийся наёмным актером с 1594 года и ставший пайщиком и совладельцем театра «Глобус» примерно в 1605 году. Из сохранившихся списков представлений известно, что Слай играл в пьесах Бена Джонсона «Всяк в своём нраве» в 1598 году, «Всяк вне своего нрава» в 1599 году и «Сеян» в 1603 году. Возможно Слай исполнял роль Озрика в «Гамлете». Ричард Каули, Николас Толей, Джон Ситцер, Джон Дюк — ещё четыре примера наёмных актёров, впоследствии ставших пайщиками.

## Репертуар и выступления

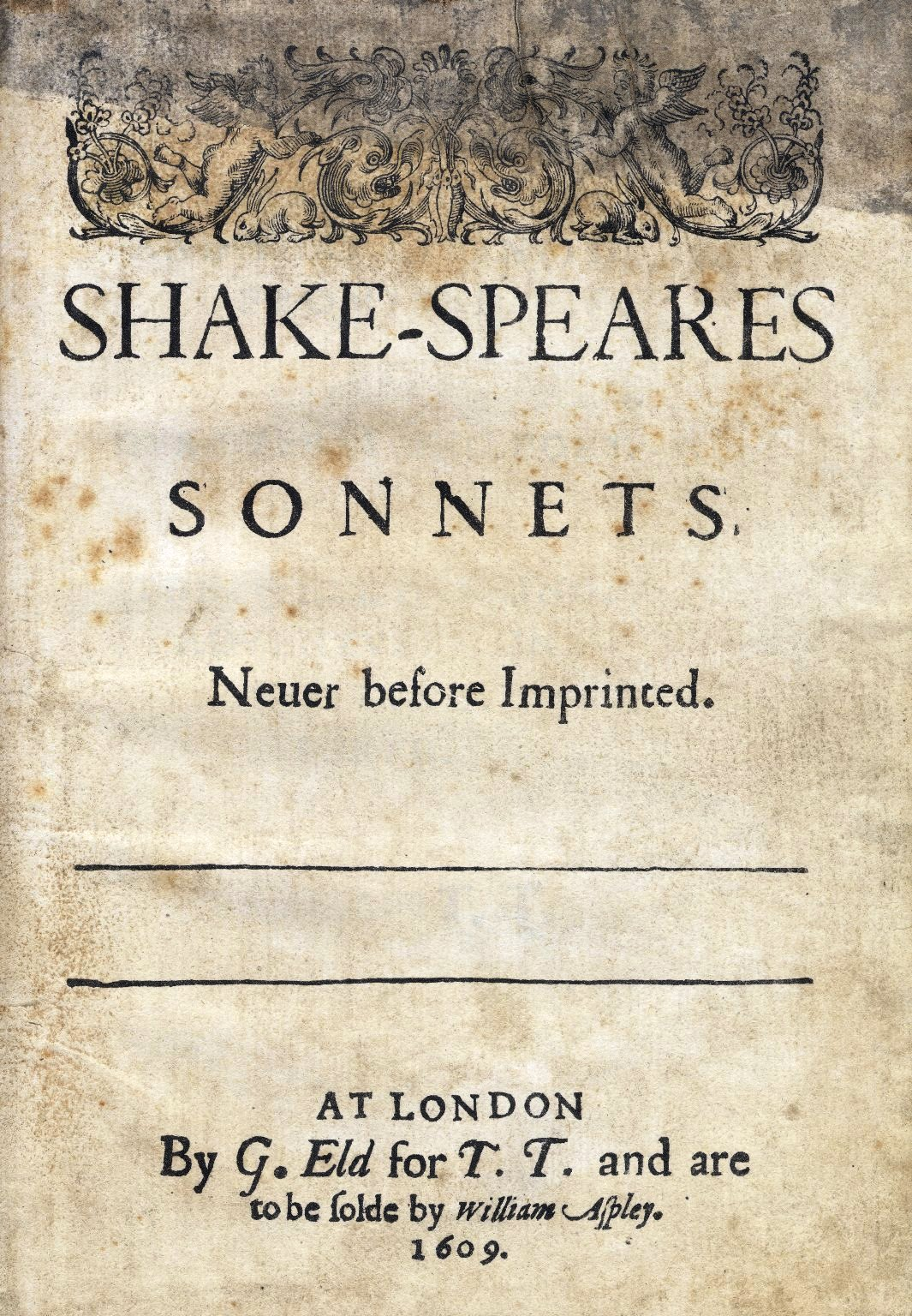
Титульный лист издания «Сонетов» 1609 года

Пьесы Шекспира без сомнения составляли основной репертуар труппы. На Рождество 1594 года в юридической организации Грейс-Инн труппа лорда-камергера играла «Комедию ошибок». Два предшествующих вечера слуги лорда-камергера так же играли при дворе. В расчётах с труппой впервые упоминается Уильям Шекспир. Это позволяет предполагать, что примерно с этого времени Шекспир начал свою театральную карьеру.
В первый год присутствия Шекспира в труппе «Слуги лорда-камергера» играли две недавно напечатанные пьесы Шекспира : «Укрощение строптивой» и «Тит Андроник». Такая же история произошла чуть позже со второй и третьей частями «Генриха VI». Одной из самых первых специально написанных для труппы пьес возможно являлась пьеса «Сон в летнюю ночь». В 1595 году впервые была поставлена историческая драма Шекспира «Ричард II».
Репертуар труппы, включавший пьесы других авторов, мало известен. Возможны такие постановки как: «Локрин» — трагедия неизвестного автора, в XVII веке считалось, что автором «Локрина» является Шекспир; «Беспокойное царствование Иоанна, короля Английского» — также пьеса неизвестного автора, использованная Шекспиром как источник для «Короля Иоанна»; пьеса Кристофера Марло «Эдвард II».
Труппа быстро набирала популярность, в начале 1595 году она дала четыре выступления, шесть в следующем году и четыре в 1597 году. В последние годы столетия труппа продолжала ставить новые пьесы Шекспира: «Юлий Цезарь» и «Генрих V», которые возможно были пьесами на открытии театра «Глобус», и также «Гамлет», впервые поставленный в театре «Куртина». Среди не шекспировских постановок в эти годы, практически с уверенностью можно сказать, что были поставлены такие пьесы как: «A Warning for Fair Women», «Томас, лорд Кромвель». Но первая точно известная не шекспировская пьеса была пьеса Бена Джонсона «Всяк в своём нраве», написанная в середине 1598 года; в течение следующего года труппа начала подготовку пьесы тематического продолжения «Всяк в своём нраве».
В 1597 году вышли пьесы «Ричард III», «Ричард II» и «Ромео и Джульетта». Первое издание перечисленных пьес вышло без упоминания, что их автором является Шекспир, но уже в следующем, 1598 году, «Ричард III» и «Ричард II» вышли повторно, и на титульном листе было указано имя Шекспира. Его имя стояло также на изданиях «Бесплодных усилий любви», первой части «Генриха IV», а в 1600 году с именем Шекспира на титульных листах вышли вторая часть «Генриха IV», «Сон в летнюю ночь», «Венецианский купец» и «Много шума из ничего».
В 1603 году труппа получила королевский патент Якова I Стюарта и 2 декабря в первый раз выступали перед своим новым покровителем в поместье графа Пембрука около Солсбери в Уилтшире. До смерти Елизаветы I в 1603 году труппа лорда-камергера дала 32 придворных спектакля.

## Февральская авантюра Эссекса
«Слуги лорда-камергера» в значительной степени избежали участия в различного рода скандалах, в которые другие труппы и актёры иногда были вовлечены. Кроме одного из наиболее серьезных — февральская авантюра Эссекса. 8 февраля 1601 году граф Эссекс предпринял попытку государственного переворота. «Слуги лорда-камергера» были лишь косвенно причастны к данному происшествию. Один из заговорщиков, сэр Джелли Мерик, соблазнил их за дополнительное вознаграждение в 40 шиллингов, сверх их «обычного сбора», забыв об осторожности, сыграть днём накануне путча устаревшую пьесу «Ричард II», в которой изображались свержение с престола и убийство короля. Он хотел увидеть и показать, как его господин вскоре перенесёт трагедию со сцены на государственное поприще. Но мятеж обернулся провалом. Большинство причастных были приговорены к смертной казни. Однако накануне казни Эссекса 24 февраля «слуги лорд-камергера» развлекали королеву спектаклем при дворе, из этого можно сделать вывод, что они ничуть не пострадали.

## Яков I и «Слуги короля»
В 1603 году Яков I унаследовал трон от Елизаветы I. Новый король принёс множество изменений, в том числе изменения произошли и в театре. С приходом к власти Якова I все театры перешли под его личный контроль, и никто, кроме членов королевской семьи, не имел право оказывать покровительство театрам. Соответственно все труппы были переименованы: они стали «слугами его величества короля», «слугами её величества королевы», «слугами его высочества наследного принца». Высшей чести удостоилась труппа Шекспира, Яков I взял труппу под его личное покровительство. С этого момента меняется название труппы, отныне она называлась «Слуги короля», и начинается новый этап в её жизни.
Королевский патент, выданный актерам, гласил:
«Дозволяется нашим слугам Лоренсу Флетчеру, Вильяму Шекспиру, Ричарду Бербеджу, Огастину Филиппсу, Джону Хемингу, Генри Конделу, Уильяму Слайю, Роберту Армину, Ричарду Каули и остальным их сотоварищам свободно проявлять свое искусство и умение играть комедии, трагедии, хроники, интерлюдии, моралите, пасторали и другие пьесы, как те, которые они уже исполняли, так и те, которые поставят в будущем для развлечения наших любимых подданных, а также для нашего удовольствия, если мы соизволим посмотреть их представления».